# Ryan Clady
Ryan Clady (Rialto, 6 settembre 1986) è un giocatore di football americano statunitense che milita nel ruolo di offensive tackle per i New York Jets della National Football League (NFL). Al college ha giocato a football alla Boise State University.

## Carriera professionistica

### Denver Broncos
Al draft NFL 2008, Clady fu selezionato come 12ª scelta assoluta da parte dei Denver Broncos. Debuttò come professionista l'8 settembre 2008 contro gli Oakland Raiders indossando la maglia numero 78. A fine stagione al terzo posto nel premio di miglior rookie offensivo dell'anno, dietro al vincitore Matt Ryan L'anno successivo fu convocato per il suo primo Pro Bowl.
Il 20 aprile 2010 Clady fu operato al ginocchio per riparare una lacerazione del tendine rotuleo mentre stava giocando a basketball. Rimase fermo per quattro mesi, riuscendo tuttavia a giocare tutta la stagione regolare.
Nella stagione 2011 dopo aver disputato tutte le 16 partite da titolare, Clady ottenne la seconda convocazione al Pro Bowl.
Il 26 dicembre 2012, Clady fu convocato per il terzo Pro Bowl in carriera e il 12 gennaio 2013 inserito nel First-team All-Pro. In tutta la stagione, Clady concesse un solo sack pur giocando con un infortunio alla spalla che a fine anno richiese un intervento chirurgico.
Il 1º marzo 2013 i Broncos annunciarono di voler applicare la franchise tag su Clady, assicurandogli uno stipendio di 9,828 milioni di dollari per la stagione 2013. Il 14 luglio il giocatore firmò un nuovo contratto per legarsi a lungo termine con la franchigia della durata di cinque anni e un valore massimo di 57,3 milioni di dollari, inclusi 33 milioni garantiti. Dopo due sole gare della stagione 2013, Clady fu inserito in lista infortunati per tutto il resto dell'anno per un infortunio al piede sinistro. Tornato in campo nell'annata successiva, fu convocato per il quarto Pro Bowl in carriera. Nel 2015 conquistò coi Broncos il Super Bowl 50, pur non scendendo in campo in quella stagione a causa di un infortunio.

### New York Jets
Il 9 aprile 2016, Clady fu scambiato assieme a una scelta del settimo giro del Draft NFL 2016 con i New York Jets, bisognosi di sostituire il ritirato D'Brickashaw Ferguson, per una scelta del quinto giro del Draft.

## Palmarès

### Franchigia
- Super Bowl : 1

Denver Broncos: 50
- American Football Conference Championship: 2

Denver Broncos: 2013, 2015

### Individuale
- Convocazioni al Pro Bowl: 4

2009, 2011, 2012, 2014
- First-team All-Pro: 2

2009, 2012
- Second-team All-Pro: 1

2008
- Pepsi NFL Rookie della settimana: 1

14ª del 2008
- PFWA All-Rookie Team - 2008

## Statistiche
| Partite totali      | 98 |
| Partite da titolare | 98 |

Statistiche aggiornate alla stagione 2015